# Olympia (helligdom i oldtiden)
 For alternative betydninger, se Olympia. (Se også artikler, som begynder med Olympia)
Olympia (græsk: Ολυμπία Olympí'a eller Ολύμπια Olýmpia; dansk Olympen) er en helligdom i det antikke Grækenland i Elis. Stedet er kendt for antikkens olympiske lege. Legene blev afholdt hvert 4. år (olympiade) muligvis før 776 f.Kr.. I 394 blev legene afskaffet af Theodosius 1. den Store (eller af hans søn Theodosius 2. i 435).